# マルティン・シュミット (柔道)
マルティン・シュミット（Martin Schmidt, 1969年7月4日 - ）は、ドイツの柔道選手。東ベルリン出身。階級は71kg級。身長174cm。

## 人物
1989年には東ドイツの選手として、ヨーロッパジュニア65kg級で優勝した。1991年にはドイツの選手として、ヨーロッパ選手権で3位となった。1993年にはフランス国際の71kg級で優勝した。1994年のワールドカップ団体戦では決勝で地元のフランスに敗れて2位だったものの、嘉納杯では決勝で新田雅史を破って優勝した。1995年のフランス国際とドイツ国際では2位だったが、ヨーロッパ選手権では優勝した。1996年のアトランタオリンピックでは準々決勝で中村兼三に内股で敗れると、敗者復活戦でもアメリカのジミー・ペドロに背負投で敗れて7位だった。その後は1999年のドイツ国際73kg級で優勝するも、2000年のシドニーオリンピックでは初戦でチュニジアのハッセン・ムウサに有効で敗れた。

## 主な戦績
65kg級での戦績
- 1989年 - ヨーロッパジュニア　優勝
- 1990年 - フランス国際　3位
- 1990年 - チェコ国際　優勝
- 1990年 - オーストリア国際　優勝
- 1991年 - ベルギー国際　優勝
- 1991年 - ヨーロッパ選手権　3位

71kg級での戦績
- 1992年 - ハンガリー国際　優勝
- 1992年 - イギリス国際　優勝
- 1993年 - フランス国際　優勝
- 1993年 - オーストリア国際　優勝
- 1994年 - フランス国際　3位
- 1994年 - ワールドカップ団体戦　2位
- 1994年 - 嘉納杯　優勝
- 1995年 - フランス国際　2位
- 1995年 - ドイツ国際　2位
- 1995年 - ヨーロッパ選手権　優勝
- 1996年 - アトランタオリンピック　7位
- 1998年 - ドイツ国際　3位(66kg級)
- 1999年 - ドイツ国際　優勝(73kg級)
- 2000年 - ドイツ国際　3位(73kg級)

(出典)。